# Walter Dech
Walter Dech (* 1. Mai 1937 in Ramsen; † 25. November 2019 ebenda) war ein deutscher Unternehmer und Präsident, sowie Ehrenpräsident der Handwerkskammer der Pfalz.

## Leben
Nach seiner Ausbildung im elterlichen Betrieb der Malerbetriebe Dech & Sohn GmbH legte er 1960 die Meisterprüfung im Maler- und Lackiererhandwerk ab und übernahm 1965 in dritter Generation den 1910 gegründeten Malerbetrieb.
Von 1969 bis 1995 engagierte er sich in der Malerinnung Kirchheimbolanden und war von 1981 bis 1993 Kreishandwerksmeister der Kreishandwerkerschaft Donnersbergkreis.
1989 wurde er Mitglied der Vollversammlung der Handwerkskammer der Pfalz. Von 1993 bis 1999 war Walter Dech Vizepräsident und von 1999 bis 2009 Präsident der Handwerkskammer. Im Anschluss daran wurde er zum Ehrenpräsidenten ernannt.
Daneben hat sich Walter Dech als ausgewiesener Experte seines Faches in zahlreichen handwerklichen Organisationen und Gremien engagiert.
Für seine Lebensleistung wurde er unter anderem bereits 1998 mit dem Verdienstkreuz am Bande des Verdienstordens der Bundesrepublik Deutschland und 2002 mit dem Bundesverdienstkreuz Erster Klasse ausgezeichnet. Darüber hinaus wurden ihm sowohl das Handwerkszeichen in Gold des Zentralverbandes des Deutschen Handwerks als auch die Ehrennadel des Landes Rheinland-Pfalz verliehen.
In seine Zeit als Präsident fällt der Neubau des Berufsbildungs- und Technologiezentrums der Handwerkskammer in Kaiserslautern. Auch die Entwicklung der Handwerkskammer hin zu einem modernen Dienstleistungs- und Weiterbildungszentrum für Handwerksunternehmen ist eng mit seinem Namen verbunden.

## Ehrungen
- Ehrennadel des Landes Rheinland-Pfalz (1991)[9]
- Verdienstkreuz am Bande der Bundesrepublik Deutschland (1998)[10]
- Bundesverdienstkreuz 1. Klasse der Bundesrepublik Deutschland (2002)[11]
- Ehrennadel in Gold vom Sportbund Rheinland-Pfalz (2007)[12]
- Ernennung zum Ehrenpräsidenten der Handwerkskammer in der Pfalz (2009)[13]
- Handwerkszeichen in Gold vom Zentralverband des deutschen Handwerks[14]